# Włóczyska
Włóczyska (niem. Vierzighuben) – wieś w Polsce położona w województwie warmińsko-mazurskim, w powiecie elbląskim, w gminie Młynary.
W latach 1975–1998 miejscowość administracyjnie należała do województwa elbląskiego. Wieś znajduje się w historycznym regionie Warmia.
Według Narodowego Spisu Powszechnego Ludności i Mieszkań z 2011 roku wieś Włóczyska zamieszkiwały 144 osoby.